# Пермяков, Владимир Сергеевич
Влади́мир Серге́евич Пермяко́в (род. 2 декабря 1952, деревня Пермяково, Канский район, Красноярский край) — советский и российский актёр театра и кино, получивший широкую известность благодаря роли Лёни Голубкова в рекламных роликах МММ.

## Биография

### Ранние годы
Родился 2 декабря 1952 года. Про своё детство рассказывал: «Я родился в деревне в 45 км от города Канска Красноярского края. Отец работал конюхом. Я до сих пор могу ездить на лошади без седла. В семье нас было четверо: три сестры и младший я. Никто на здоровье не жаловался. Деревенские ребятишки рано приобщаются к физическому труду на свежем воздухе: рубить дрова, качать ручным насосом воду, поливать огород, косить сено и метать стога. Даже смолить лодки приходилось. Наш дом от реки отделяли улица и огороды. Я пристрастился к ловле рыбы, поэтому отец заказал у плотника (как сейчас помню, за 35 руб.) небольшую лодочку. Никто из сверстников не мог за мной угнаться: ни на веслах, ни с шестом».

### Карьера
С 1989 года работал в Канске, Тобольске, Москве. 
В 1992 — 1994 годах — узнаваемое лицо «народной» рекламы финансовой пирамиды «МММ». Роль Голубкова должен был сыграть другой актёр, но из-за возникших трудностей по рекомендации её утвердили за Пермяковым.
Затем учился на кафедре драматургии театра, кино и ТВ.
С 1999 года работал в различных московских театральных коллективах: театре-студии «Зонг», экспериментальных театрах «Начало» и «Мел». 
С конца 1990-х годов работает над музыкальным сериалом. Первой серией стал клип проекта «Астрофизика» и Лёни Голубкова на песню «Собака» (муз. и сл. В. Пермяков).
В декабре 2002 года принял участие в спецвыпуске телеигры «Слабое звено». Результат — выбыл после 2-го раунда. В 2006 году принял участие в шоу «Империя». Также снимался в программах «Судебные страсти» и «Час суда». В 2008 году снялся в кулинарном шоу «Званый ужин» (РЕН ТВ).
В 2009 году снова появился в роли Лёни Голубкова в рекламе книги «Проект Россия».
В интервью в 2015 году признался:

Сейчас уже отхожу от стереотипа Лёни Голубкова и всё чаще примеряю на себя роли интеллектуалов. Скажем, на РЕН ТВ в своё время выходил сериал с моим участием — «Дружная семейка». Кроме того, я сыграл агронома Хомякова в пьесе Вампилова «Двадцать минут с ангелом», а также в поэтическом спектакле «Голоса», поставленном по стихам Андрея Алякина. На канале «Культура» озвучивал роль Козьмы Пруткова в документальном сериале «Средь шумного бала случайно…». Снялся у Геннадия Байсака в фильме «Где живёт домовой?», в котором сыграл сразу две роли — бомжа и «нового русского»… Но если уж говорить начистоту, то я ещё не раскрылся как актёр — вот главное.

## Работы

### Фильмография
- 1983 — Последний довод королей
- 1984 — Затерянные в песках
- 1989 — Грань
- 1992 — Бег по солнечной стороне — Зосим Иванович («Зюзик»), танцующий в ресторане
- 1992 — Генерал — капитан-особист
- 1993 — Американский дедушка — сослуживец Гоголева
- 1997 — Аферы, музыка, любовь... — заключённый
- 2000 — Новый год в ноябре — Лёня Голубков
- 2002 — Маска и душа — зритель в Киеве
- 2000 — Шуб-баба Люба! — Лёха, собутыльник Егора Кузьмича на лестнице
- 2003 — 2005 — Дружная семейка — Григорьев
- 2003 — Участок — Лапин (9 серия)
- 2004 — Моя прекрасная няня — Лёня Голубков, председатель общества обманутых вкладчиков (37 серия)
- 2004 — Адам и превращение Евы — мент
- 2004 — Холостяки — глухонемой (в титрах не указан)
- 2006 — Счастливы вместе — футбольный тренер / Лёня Голубков
- 2006 — Мой ласковый и нежный мент — Пырей
- 2006 — 2007 — Трое сверху — Карл Марков, писатель
- 2007 — Солдаты — предводитель сообщества эльфов
- 2007 — Кровавая Мэри — Лапин
- 2007 — Папины дочки — камео (98)
- 2007 — Самый лучший фильм — продавец щенка
- 2008 — Реальный папа — учитель химии
- 2008 — Александр Македонский — бандит
- 2009 — Обручальное кольцо — Пётр, отчим Насти
- 2009 — Железный конь — официант Лёва Колобков
- 2009 — И была война — Плюснин, солдат-дезертир
- 2010 — Русский шоколад — Понтий Иванович
- 2010 — Наша Russia — тесть Сергея Юрьевича Белякова (5 сезон, 4 серия)
- 2011 — ПираМММида — Лёня Голубков (камео)
- 2012 — Шериф-2 — Федор Лобанов
- 2013 — Зайцев+1 — Лёня Голубков
- 2013 — Чужое зло — Иван Фёдорович
- 2014 — Пятницкий. Глава четвёртая — дядя Петя
- 2014 — Мент в законе-9 — Картавый
- 2015 — Последний мент — участковый
- 2016 — Крыша мира — Лёня Голубков (камео)
- 2018 — Каникулы президента — Семён, сотрудник ДПС
- 2018 — Курс позитивного мышления
- 2019 — Мылодрама 2 — зритель на телешоу

### Театр
- 2013 — «Попрыгунья» А. П. Чехова — Осип Степанович Дымов (театр «Музей человека»)

### Клипы
- 2013 — «Pevitsa Poreva» — Don`t Screw With Me
- 2016 — «Собака» (feat. «Астрофизика»)